# Majengo (Mbeya CC)
Majengo ist ein Verwaltungsbezirk (Ward) des Distrikts Mbeya (CC) in der tansanischen Region Mbeya. Er grenzt im Westen an den Bezirk Nonde, im Norden und Nordwesten an Ghana, im Südosten an Maendeleo und im Süden an den Bezirk Itiji.

## Geografie
Majengo ist ein Stadtrand-Bezirk nördlich des Zentrums der Regionshauptstadt Mbeya. Die Fläche des Bezirks beträgt 0,42 Quadratkilometer und bei der Volkszählung 2022 lebten hier 2958 Menschen in 1131 Haushalten.

## Gliederung
Der Bezirk besteht aus zwei Stadtteilen (Mtaa):
- Majengo Kaskazini
- Majengo Kusini

## Wirtschaft und Infrastruktur
- Bildung: Die Legico Secondary School ist eine staatliche weiterführende Tagesschule.[6]